# Света Петка (Ръмби)
Вижте пояснителната страница за други значения на Света Петка.
„Света Петка“ или „Света Параскева“ (на гръцки: Aγίας Παρασκευής) е православна църква в леринското село Ръмби (Лемос), Егейска Македония, Гърция. Храмът е част от Леринската, Преспанска и Еордейска епархия.

## Местоположение
Църквата е разположена в центъра на селото.

## История
Църквата е построена в 1896 година, според местни предания върху основите на по-стар храм от 1750 година.
Като е образец на забележителна църковна архитектура и живопис от времето си е обявена за исторически паметник и паметник на изкуството в 1987 година.

## Описание
Трикорабната базилика с дървен покрив е може би най-характерният образец на църковната архитектура от края на XIX век за района на Преспа, с изключение на липсата на външен портик. Във вътрешността интерес представляват иконостасът с дърворезбованите царски двери, владишкият трон, амвонът и проскинитарият.